# Династија Орање-Насау
Династија Орање-Насау је древна племићка породица пореклом из централне Немачке.
Од када је Вилем Насау наследио поседе свог рођака Ренеа де Шалона припада вишем европском племству. Када се династија Орање смрћу Вилема III Оранског (Вилем III од Енглеске) угасила, његов фризијски нећак из огранка династије Орање-Диц је спојио имена Орање и Насау. Од тада се користи назив династија Орање-Насау. Иако се 1890. ова династија са Вилемом III Холандским по мушкој линији угасила, Вилхелмина, Јулијана и Беатрикс са синовима и унуцима спадају у династију Орање-Насау, а не у династије њихових мужева Меклембург-Шверин нити Липе-Бистерфелд као ни племићке породице Амсберг. Најстарији предак је Уpлих, гроф Идштајна у околини Висбадена. Улрих је био и гроф Лауенбурга на реци Лана, а умро је 1124. Следећи гроф је био Хенрик Насау (око 1189 — око 1250) којег је наследио Валрам и који је својим браком са наследницом Кунигунде ван Белике наследио грофовију Насау.
На дан 17. децембра 1255. феудални посед је подељен између Валрама Лауренбуршког с једне стране (око 1145 — 1198) који је постао гроф Насауа, Идштајна, Висбадена и Вајлбурга и Отоа с друге стране, који је постао гроф Насау-Зигена, Диленбурга и Бајлштајна. Два огранка су закључила династијски споразум којим једни другима уступају наследство у случају изумирања мушке линије. На тај начин је Луксембург 1890. прешао у руке Валрама када се Отоова грана угасила.

## Замкови
Хендрик Богати је саградио замак Диленбург. Такође се у Дицу налазио замак, тј. дом породица Насауових, а касније исто тако и у Зигену, Хадамару, Идштајну, Вилбургу, Отвајлеру, Сарбрикену, Узингену и Меренбергу. Сваки од ових назива места представља засебну грану династије Насау, као на пример Насау-Дилебнург, Насау-Бајлштајн, Насау-Диц, Насау-Зиген, Насау-Вилбург. Већина ових грана се угасила.
Син Хендрика Богатог, Хендрик II Насау је био ожењен Матхелдом од Хелреа и добили су неколико синова међу којима су Валрам (око 1220 — око 1260) и Ото (умро око 1289) наследили, а касније и расподелили поседе свог оца. Династија Орање-Насау је настала историјски гледано са Отоом. Они су Отооска тј млађа линија династије Насау. Године 1403. Енгелбрехт Насау-Диленбург се оженио богатом наcледницом Јоаном Поланенском. Тако је немачка грана (Отоншка) Насауових наследила поседе Бреду, Поланен и Лек, а касније за време владавине његовог сина Енгелберта Насауа Бреде и грофовију Антверпен. Од тада, уз два кратка прекида, династија Насау игра велику улогу у Холандији.